# Chelsea Clinton
Chelsea Victoria Clinton  (n. 27 februarie 1973) este unicul copil al fostului Președinte al Statelor Unite Bill Clinton și a fostei Secretare de Stat a Statelor Unite Hillary Rodham Clinton. Ea este un corespondent special pentru NBC News și lucrează cu Clinton Foundation și Clinton Global Initiative.